# Nicolá Melissian

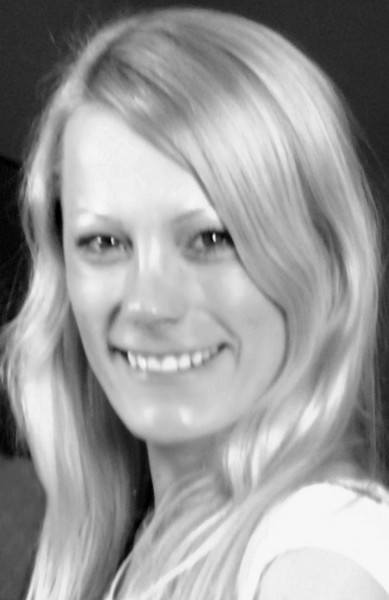
Nicolá Melissian

Nicolá Melissian (* 13. August 1977 in Gengenbach) ist eine deutsche Schauspielerin, Sängerin und Synchronsprecherin.

## Leben
Sie konzentrierte sich zunächst auf Populargesang und besuchte von 2001 bis 2003 die VocaLine in Hamburg (school of popular music and film). Parallel 2002–05 machte sie eine Dance/Streetdance- und HipHop-Ausbildung an der Tanzschule Walter Bartel in Hamburg. Von 2006 bis 2009 fundierte sie ihre Kenntnisse im Schauspiel auf der Schauspielschule Art of Acting. Seitdem sieht man sie in diversen TV- und Filmauftritten. 2008 setzte sie sich bei einem Casting von 500 Teilnehmern durch und ergatterte die Hauptrolle der Maxx-Kinoproduktion Familie wider Willen. 2009 spielte sie in dem Spielfilm Liebeliebelei, anders und doch gleich ...; es folgten diverse Rollen u. a. in der Serie Da kommt Kalle (ZDF).
Nicolá Melissian lebt zurzeit in Hamburg und Berlin.

## Filmografie (Auswahl)
- 2007: Necropataticon, Regie: Benedikt Bursch
- 2008: Dreamwalker, Regie: Daniel Staller
- 2008: Familie Wider Willen, Regie: Malte Christoph
- 2009: Liebeliebelei – anders & doch gleich, Regie: Anna Migge
- 2009: The Legend of Naya, Regie: Daniel Staller
- 2011: Ghostfiles, Regie: Andreas Lützlschwab
- 2011: Sedicio/Creadure, Regie: Johannes Plate
- 2013: Kollowalla, Regie: Sebastian Jobst
- 2013: Julia und Romeo, Regie: Leo Leiser
- 2015: Krone von Arkus, Regie: Franciska Pohlmann
- 2019: Effigie – Das Gift und die Stadt, Regie: Udo Flohr